# Kristian Radlinski

a Compétitions nationales et continentales officielles uniquement.

b Matchs officiels uniquement.
Kristian Radlinski, né le 9 avril 1976 à Wigan, est un joueur international anglais et britannique de rugby à XIII jouant aux postes d'arrière ou de centre à Wigan de 1993 à 2006.
Il fait partie des joueurs qui ont durablement marqué le club de Wigan dans les années 1990 et 2000 avec plus de 300 apparitions et de nombreux titres tels que le Championnat d'Angleterre en 1994, 1995 et 1996, la Super League en 1998, ou la Challenge Cup en 2002. Il joue également pour la sélection d'Angleterre disputant notamment la Coupe du monde 1995 (finaliste) et 2000.

## Biographie
Kris Radlinski est d'origine polonaise.
En 1995, Kristian Radlinski réalise le Grand Chelem avec son club en remportant tous les trophées possible. Wigan ne perd que deux matchs toutes compétitions confondues durant la saison : deux défaites à l'extérieur contre Leeds et Halifax,. Il remporte le Championnat d'Angleterre et la Premiership, où il remporte notamment le Harry Sunderland Trophy, récompensant l'Homme du match de la finale. Il devient alors le plus jeune joueur à recevoir cette distinction. Il ne prend cependant pas part aux victoires de son club en finale de la Coupe d'Angleterre 1995 contre les Leeds Rhinos et lors du Regal Trophy où Wigan bat  Warrington en finale sur le score de 40 à 10.
À la fin de cette saison, il est sélectionné en équipe d'Angleterre pour jouer la Coupe du monde. Les Anglais commencent leur Mondial par une victoire 20 à 16 contre l'Australie,. Après une victoire 46-0 sur les Fidji, durant laquelle il marque un essai et une seconde face à l'Afrique du Sud sur le même score, où il marque un autre essai, l'Angleterre se qualifie pour les demi-finales, où elle bat le pays de Galles 25-10, pour ainsi retrouver les Australiens en finale. Pour cette rencontre, Radlinski est titularisé mais les siens perdent la partie sur le score de 16 à 8,.
En 1998, Wigan atteint pour la première fois la finale de la Super League et fait face aux Leeds Rhinos. Radlinski est titularisé à l'arrière, son club s'impose 10 à 4 et  remporte donc cette compétition pour la toute première fois.
Deux ans plus tard, en 2000, Wigan se qualifie de nouveau pour la finale de la Super League et est cette fois opposé à St Helens. Radlinski est titulaire au centre, mais Wigan est battu et s'incline 29 à 16. Après cette défaite, il rejoint la sélection de Grande-Bretagne pour la Coupe du monde. Les Anglais sont éliminés en demi-finale de la compétition par la Nouvelle-Zélande, une lourde défaite 49-6,.
À la suite de nombreuses blessures, Kristian Radlinski annonce sa retraite sportive en début d'année 2006, à seulement 29 ans. Durant sa carrière, il a ainsi joué plus de 300 matchs et marqué 183 essais avec Wigan. En sélection, il compte 20 capes avec la Grande-Bretagne et 10 avec l'Angleterre. Cependant, en juin 2006, il sort de sa retraite et retourne à Wigan pour finir la saison de la Super League, jouant « gratuitement » pour aider l'équipe à faire face à ses problèmes de personnel cette année-là. Il aide le club à éviter la relégation, faisant six apparitions avant de prendre sa retraite une seconde fois en août 2006.
En 2007, il devient Membre de l'Empire britannique pour services rendus au rugby à XIII.

## Palmarès

### En club
- Wigan Warriors
  - Vainqueur du Championnat d'Angleterre en 1994, 1995 et 1996
  - Vainqueur de la Coupe d'Angleterre en 1994, 1995 et 2002
  - Finaliste de la Coupe d'Angleterre en 1998 et 2004
  - Vainqueur de la Super League en 1998
  - Finaliste de la Super League en 2000, 2001 et 2003

### En équipe nationale
- Angleterre
  - Finaliste de la Coupe du monde en 1995

### Distinctions personnelles
- Élu meilleur joueur de la finale du Championnat d'Angleterre en 1995
- Élu meilleur joueur de la finale de la Challenge Cup en 2002

## Distinctions
- Membre de l'Ordre de l'Empire britannique (MBE), 2007.